# Cleome houtteana
Cleome houtteana, широко відомий як квітка-павук, рослина-павук, рожева королева або дідусеві вуса — це вид квіткової рослини з роду Cleome родини Cleomaceae, що походить з півдня Південної Америки. Історично росте в Аргентині, Парагваї, Уругваї та південно-східній Бразилії. Також його завезли до району Хаор у Бангладеші та Індії.
Це однорічна рослина, що досягає висоти 150 см, зі спірально розташованими листками. Листки пальчасто-складені, з 5-7 стулок, Листок до 12 см в довжину і до 4 см в ширину. Довжина черешка листа 15 см. Максимальна ширина крони коливається від 30 см до 60 см. Рослину іноді помилково ідентифікують як канабіс через її листя та загальну форму росту. Квітки фіолетові, рожеві або білі, з чотирма пелюстками і шістьма довгими тичинками. Плід — коробочка до 15 см в довжину і 3 мм в ширину, що містить кілька насінин. Цвітіння триває з пізньої весни до початку осені.
Ароматне цвітіння іноді порівнюють із цитронеллою.
Cleome houtteana зазвичай культивується в регіонах з помірним кліматом як напівстійка однорічна рослина. Численні сорти були відібрані за кольором квітки та іншими ознаками. У серію «Королева» входять сорти: «Віолет Квін», «Роуз Квін», «Біла Квін». Сорт «Helen Campbell» отримав нагороду Королівського садівничого товариства (підтверджено у 2017 році). Вирощувані рослини іноді помилково ідентифікували як Cleome arborea, C. pungens або C. spinosa.

## Фото

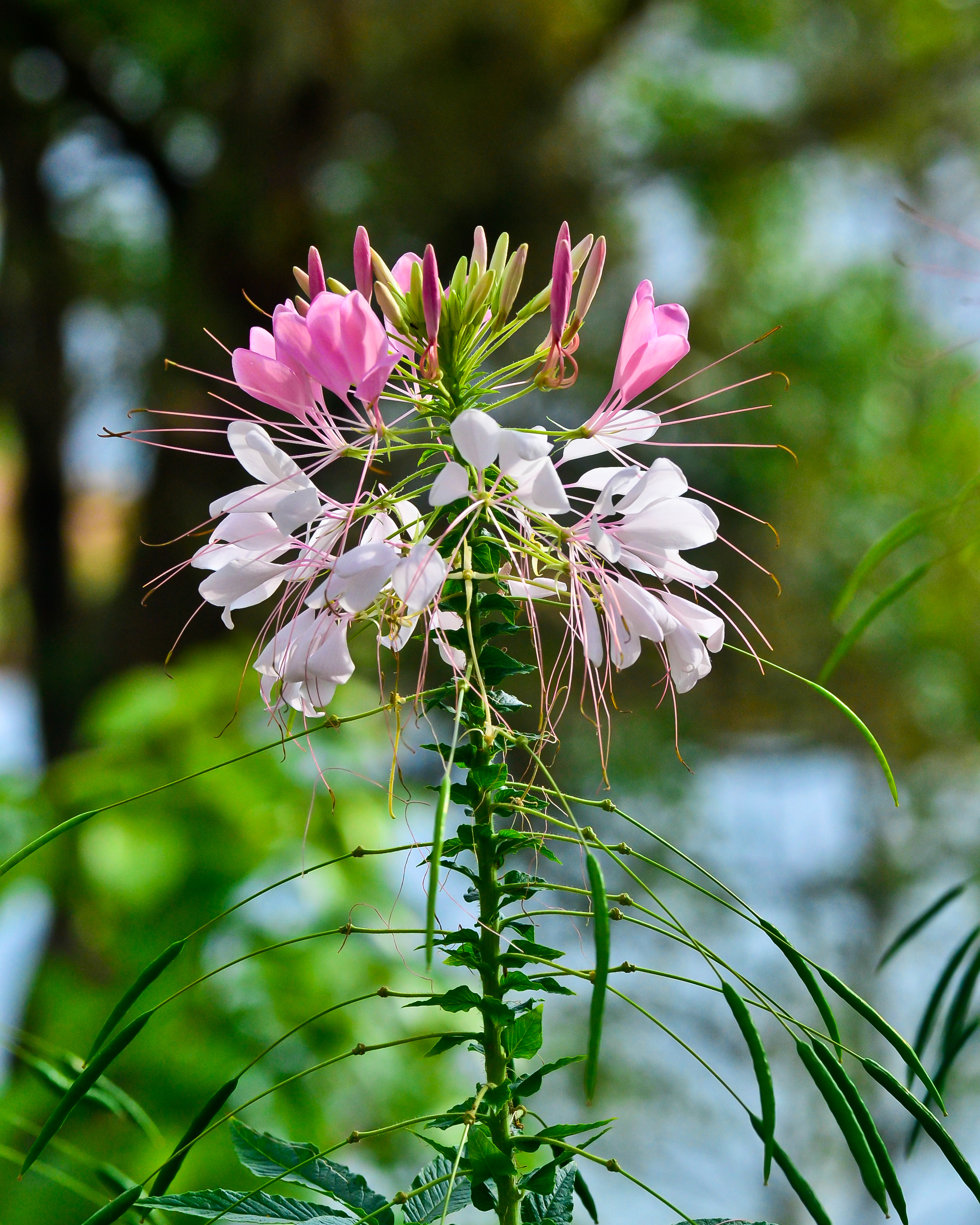
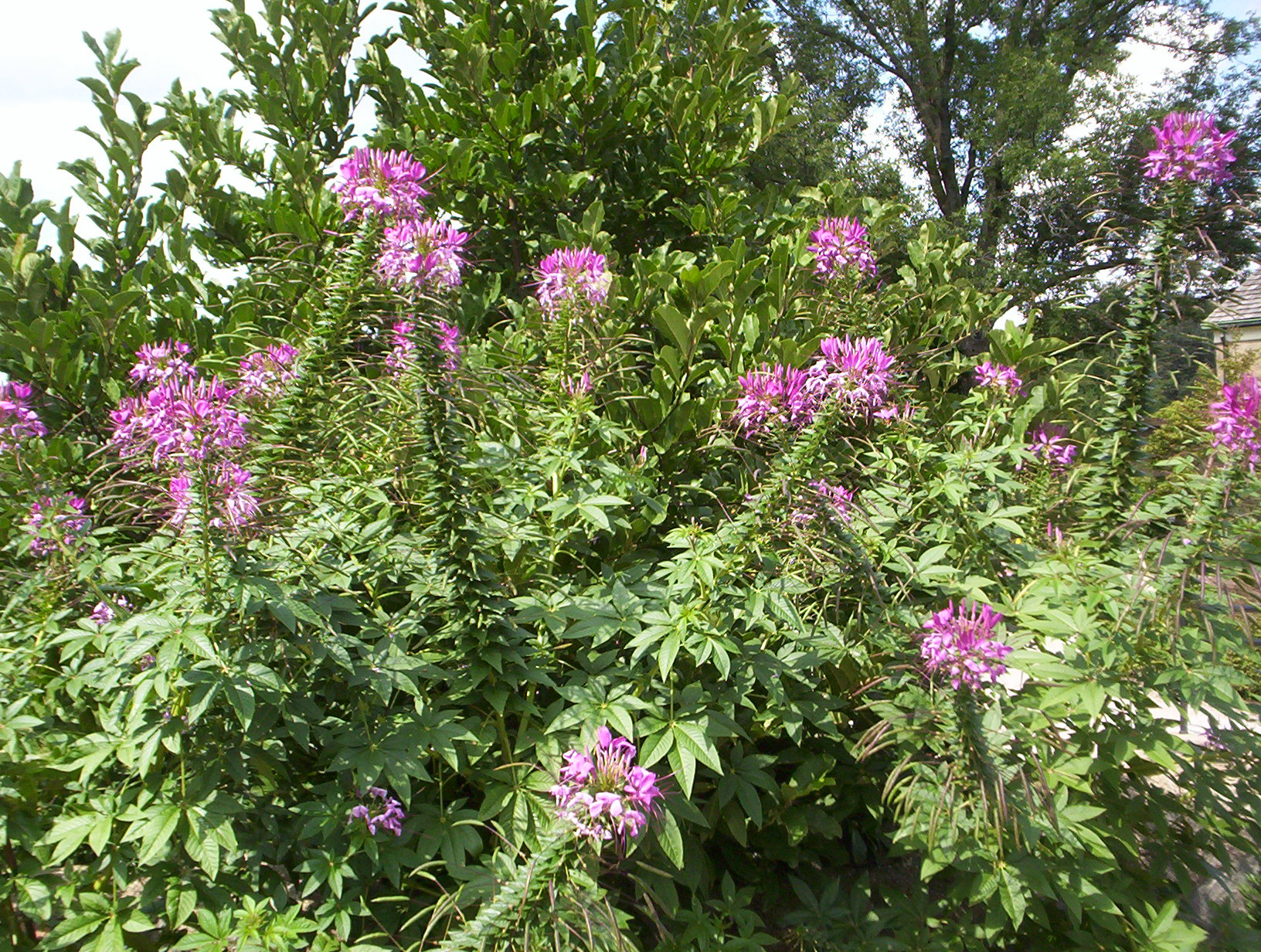
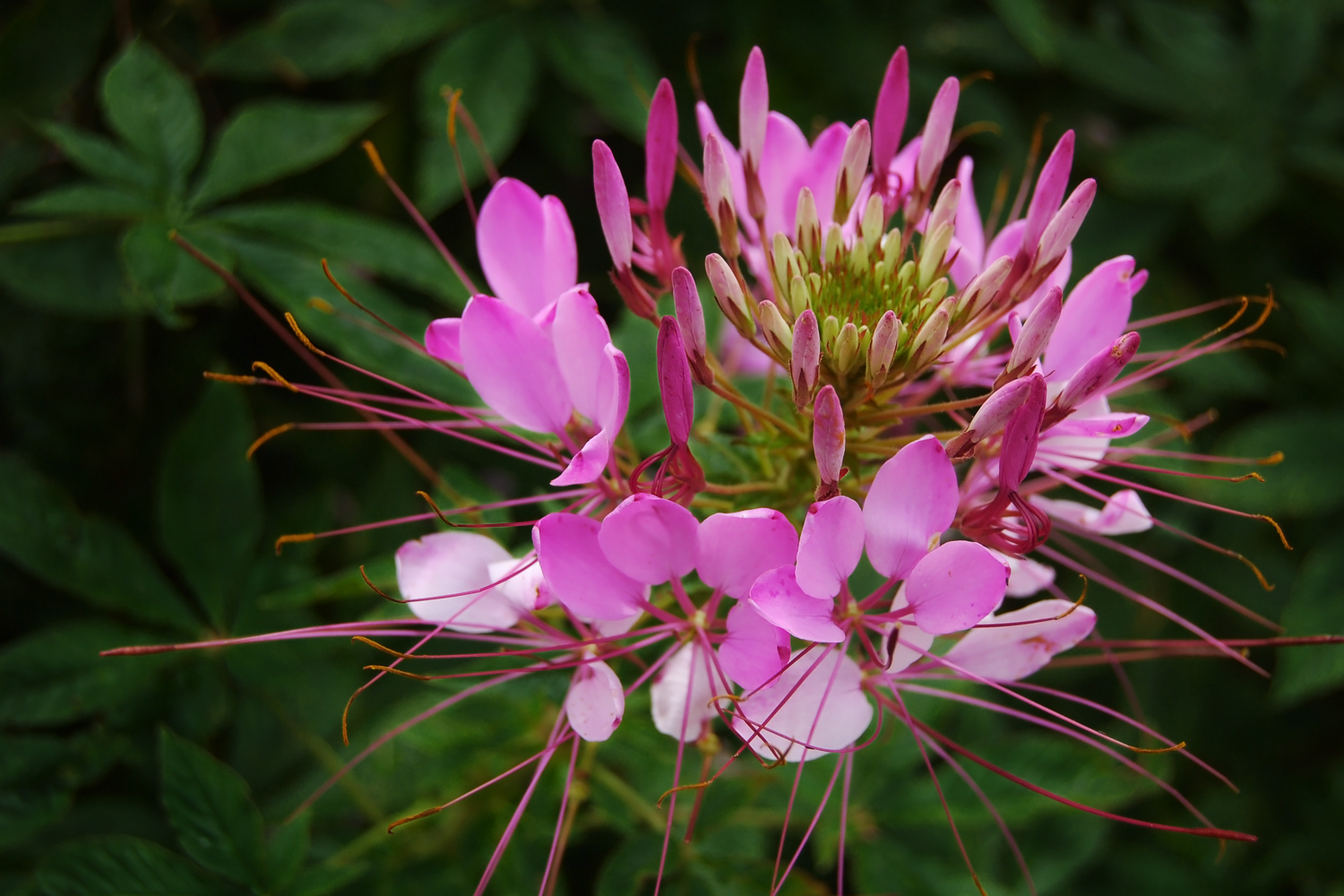
Рожеве суцвіття
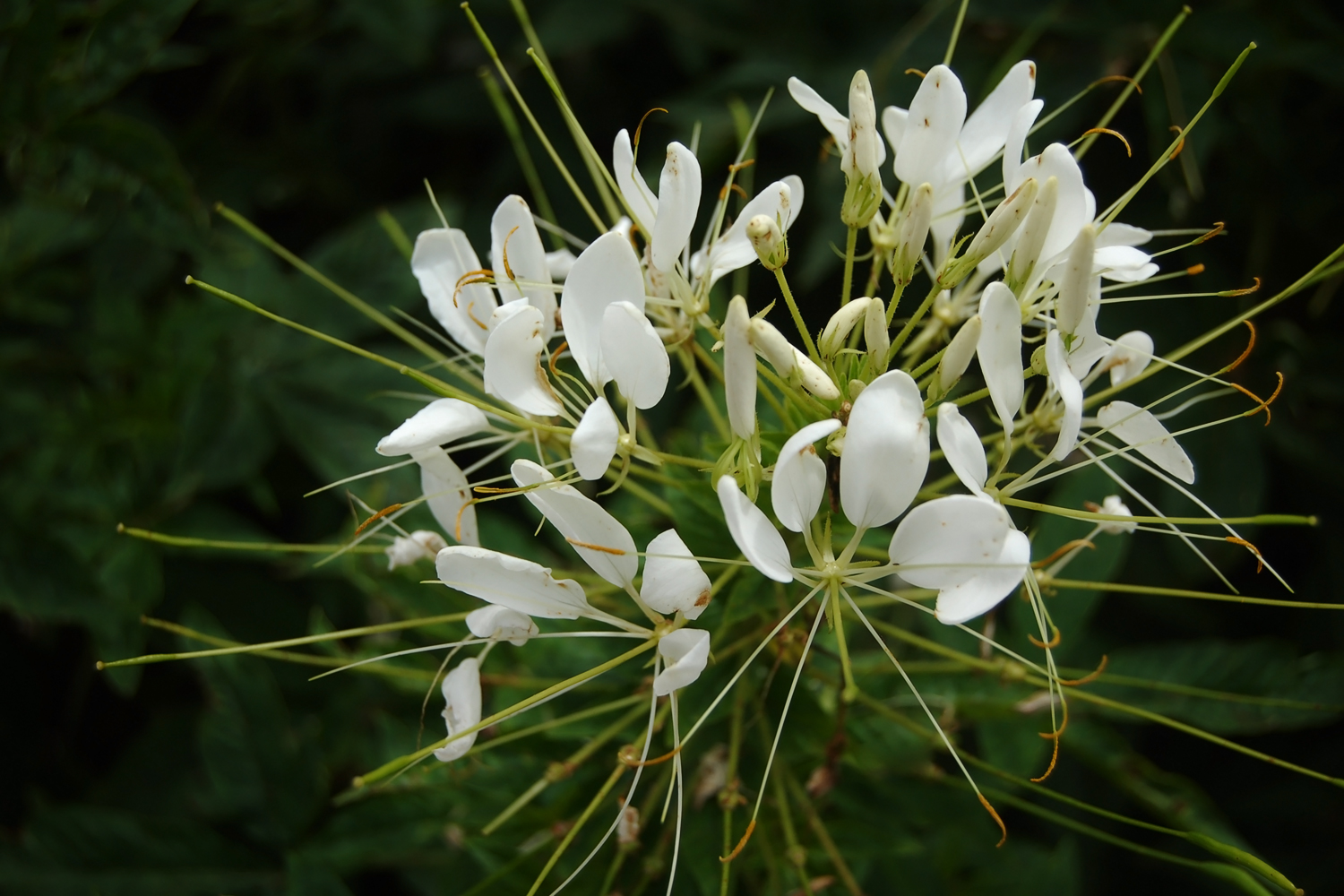
Біле суцвіття
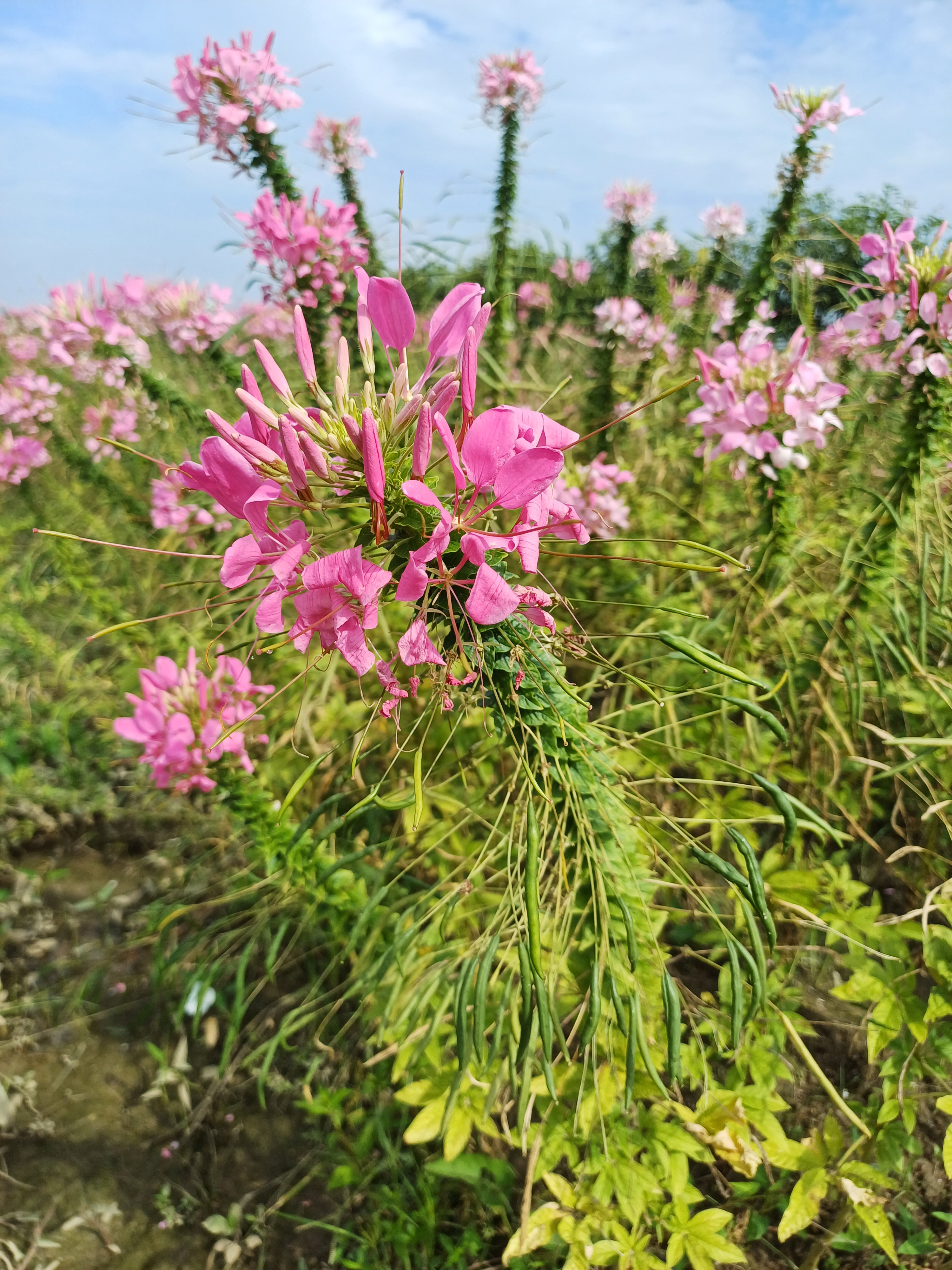
Cleome houtteana в Таїланді